# Palača na Dosudu u Splitu
Palača na Dosudu je romanička palača u Hrvatskoj, u Splitu na predjelu Dosudu, na jugozapadnom uglu Dioklecijanove palače. 
Palača je romanička, ali ne sasvim. Pojedini djelovi umjetnički pripadaju gotici i renesansi.
Dvorišni portal joj datira iz 15. st. i smatra se djelom radionice Juraj Dalmatinca. Kapitele dovratnika dvorišnog portala čine dva reda bujna akantusova lišća povijena u suprotnim pravcima. Takva način izrade svojstven je Jurju Dalmatincu. Na Jurjevim građevinama, u šiljastoj luneti, čest je u ukrasnom okviru motiv polukugle, točnije kalote, okružen vijencem akantusovog lišća, na mjestu gdje bi se nad portalom morao nalaziti grb. 
Ipak, čini se da nije dvorišni portal bio izvorno rađen za tu palaču, nego da je donesen s druge lokacije, t.j. druge splitske humanističke palače ili ili da je u Jurjevo doba tek započelo gotičko preuređenje palače, a dovršeno kasnije. Do tog zaključka dolazimo što ostatak palače ne pokazuje izrazita svojstva kasnogotičkog jurjevskog arhitektonsko-skulpturalnog ukrasa.